# 앨리 터배터베이
앨리 터배터베이(Ali Tabatabaee, 1973년 2월 27일 ~ )는 이란에서 출생한 미국의 남성 록 가수 겸 래퍼이며 기타리스트 겸 작사가이다.

## 이름
그의 원명(原名)은 앨리 터배터베이퍼(Ali Tabatabaeepour)이며 나중에 앨리 터배터베이(Ali Tabatabaee)로 개명(改名)하였다.

## 생애

### 어린 시절
그는 어린 시절에 일가족과 동반하여 미국에 건너가 1978년 이란 시민권을 포기하고 미국 시민권을 취득하였으며 이후 미국 캘리포니아주 라 해브라에서 성장하였다.

### 음악 활동
그는 20세 시절이던 1993년 미국 캘리포니아주 샌 프란시스코의 언더그라운드 라이브 클럽에서 하드 코어 펑크 랩 록 음악 솔로 가수 첫 데뷔를 하였고 1998년부터 록 음악 밴드 "지브러헤드(Zebrahead)"의 리드 보컬리스트 겸 기타리스트와 래퍼로 활약하였다.

## 유명세
그는 보통적으로 대한민국 국내에서는 록 음악 밴드 "지브라헤드"의 1998년 데뷔곡 《Check》라는 노래 작품을 불러 히트한 랩 록 가수로 널리 잘 알려져 있다.